# 高知龍馬空港インターチェンジ
高知龍馬空港インターチェンジ（こうちりょうまくうこうインターチェンジ）は、高知県南国市物部・田村にある高知東部自動車道（高知南国道路・南国安芸道路）のインターチェンジである。

## 歴史
- 2014年（平成26年）8月29日 : 当ICの名称を「高知空港IC」から「高知龍馬空港IC」で正式決定[1]。
- 2016年（平成28年）4月23日 : なんこく南IC - 高知龍馬空港IC間開通に伴い供用開始[2]。
- 2025年（令和7年）3月15日 : 高知龍馬空港IC - 香南のいちIC間開通[3]。

## 接続する道路

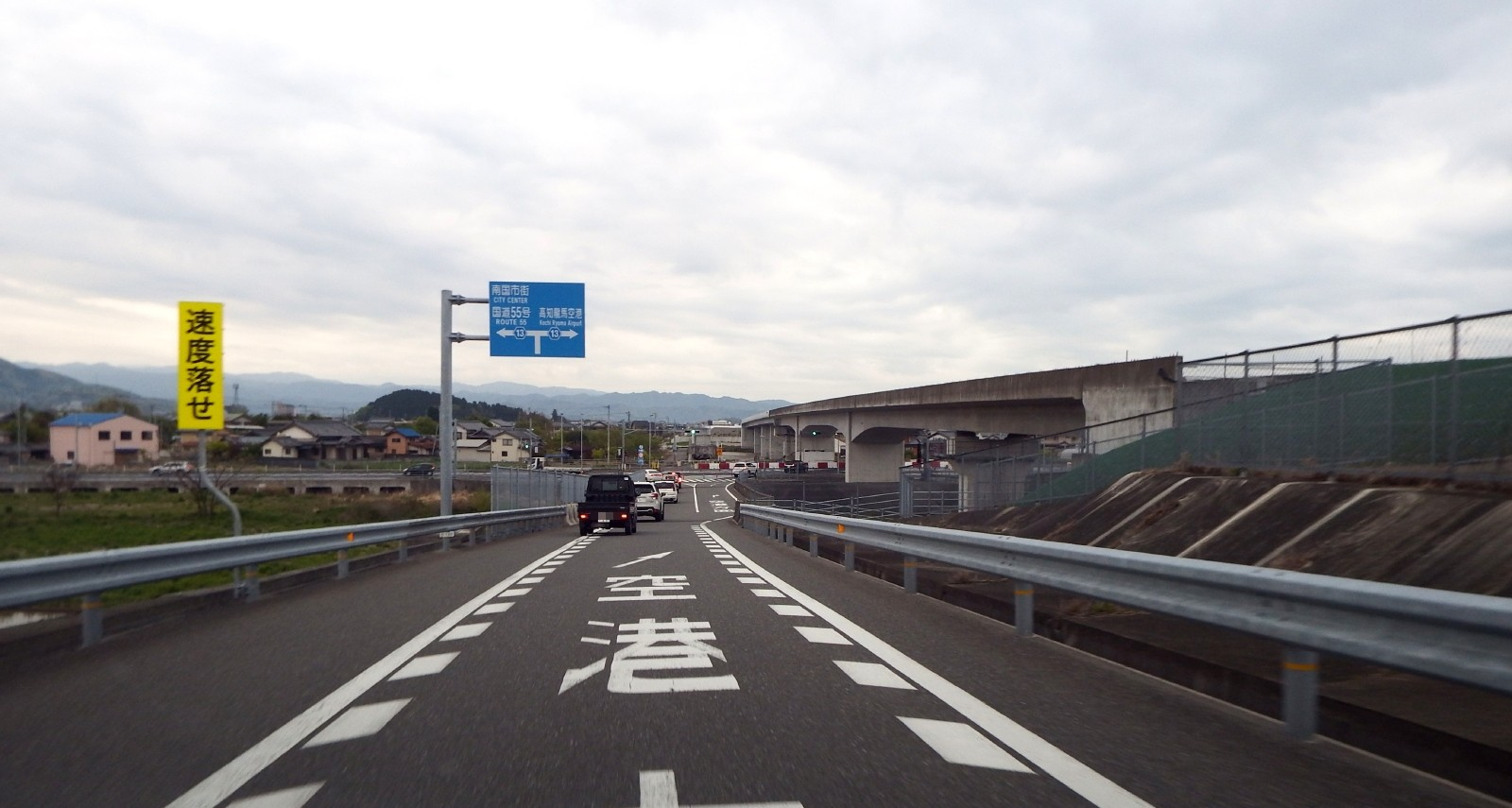
下り線出口と県道13号線との合流地点

- 高知県道13号高知空港線
- 高知県道31号前浜植野線

## 周辺
- 高知空港
- 高知大学物部キャンパス
- 高知工業高等専門学校
- 南国市立日章小学校
- 南国市立大湊小学校

## 隣
E55 高知東部自動車道（高知南国道路・南国安芸道路）
(3) なんこく南IC - (4) 高知龍馬空港IC - (5) 香南のいちIC
当ICを境に高知南国道路と南国安芸道路に分かれる。